# Comté de Wasatch
Le comté de Wasatch est l’un des vingt-neuf comtés de l’État de l'Utah, aux États-Unis. Son nom provient d’un mot amérindien signifiant « passage de la montagne » ou « endroit bas dans les montagnes hautes ».
Son siège est Heber City, ville la plus peuplée du comté.

## Comtés adjacents
- Comté de Salt Lake, Utah (nord-ouest)
- Comté de Summit, Utah (nord)
- Comté d'Utah, Utah (ouest)
- Comté de Duchesne, Utah (est)